# Георгій Олександрович
Гео́ргій Олекса́ндрович (рос. Георгий Александрович; 27 квітня (9 травня) 1871, Царське Село — 28 червня (10 липня) 1899 поблизу Абастумані, Тифліська губернія) — Його Імператорська Високість, третій син Олександра III і Марії Федорівни, брат Миколи II.

## Дитинство
В дитинстві Георгій ріс більш здоровим і сильним хлопцем, ніж його старший брат Микола. Георгій був красивою, життєрадісною дитиною. Незважаючи на те, що він був пестунчиком у матері, Георгій разом з іншими братами виховувався у спартанських умовах. Діти спали на армійських ліжках, вставали о 6 годині ранку і приймали холодну ванну. На сніданок їм, як правило, подавали кашу і чорний хліб; на обід котлети з баранини та ростбіф з горошком і запеченою картоплею. У розпорядження дітей була вітальня, їдальня, ігрова кімната і спальня, обставлені дуже простими меблями. Багатою були лише ікона, прикрашена дорогоцінним камінням й перлинами. Сім'я жила в основному у Гатчинському палаці.

## Освіта

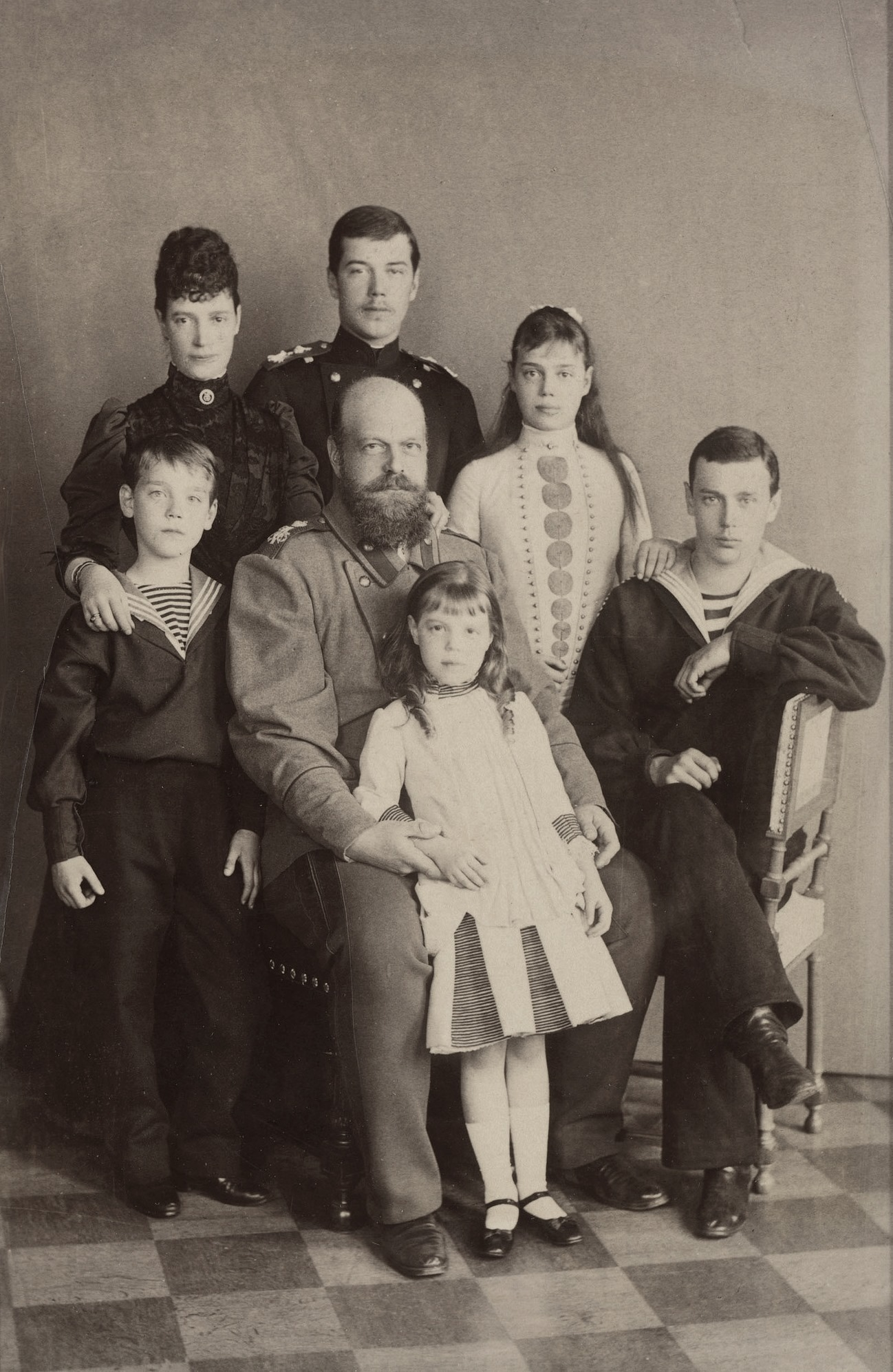
Сім'я імператора Олександра. Георгій — крайній справа

У братів були однакові викладачі, хоча навчалися діти в різних кімнатах. Серед їх наставників були найповажніші професори. Обидва брати досконало володіли англійською мовою, вільно розмовляли французькою та німецькою, розуміли датську. Захоплювалися хлопці стрільбою і риболовлею. Георгію пророкували кар'єру на флоті, поки він не захворів туберкульозом.
За рішенням батьків у 1890 році Георгій разом зі старшим братом відправилися у закордонну подорож, кінцевою точкою якої повинна була стати Японія. Марія Федорівна сподівалася, що сонце і морське повітря підуть синові на користь. Проте приблизно на півдорозі, у Бомбеї, у Георгія стався приступ, і він був змушений повернутися назад. Микола продовжив подорож без брата.

## Спадкоємець цісаревич

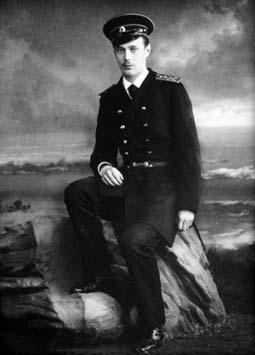
Георгій Александрович

У 1894 році несподівано помер імператор Олександр III. Новим імператором став Микола II. Оскільки дітей у нього ще не було, спадкоємцем престолу був оголошений Георгій.
Утім, стан здоров'я Георгія був не найкращим. Він жив на Кавказі, в Абастуманії. Лікарі заборонили йому навіть їхати до Петербурга на похорон батька (хоч він був присутній при смерті Олександра в Лівадії). Єдиною радістю Георгія були візити матері. У 1895 році вони разом їхали до родичів у Данію. Там з ним відбувся черговий приступ хвороби. Георгій довгий час був прикований до ліжка, доки не поправив здоров'я і повернувся в Абустаманію.

## Смерть і поховання
28 червня 1899 року у віці 28 років передчасно сконав дорогою від Зекарського перевалу до Абас-туману «на велосипеді з бензиновим двигуном» на очах в молоканки Анни Дасаєвої — згідно з офіційною звісткою в урядовій газеті.
Звістка про смерть Георгія була важким ударом для всієї імператорської сім'ї, а особливо для матері — Марії Федорівни.
Поховання його відбувалося за затвердженим церемоніалом: рештки було доставлені до Боржомі на колісниці, згодом поїздом залізничною дорогою у Батумі, згодом на броненосці «Георгій Побідоносець» в Новоросійськ, звідти — поїздом у Санкт-Петербург, куди труна з тілом прибула 12 липня і поставлена у Петропавлівському соборі. Відспівування очолив митрополит Антоній (Вадковський), були присутні імператор та імператриця; Георгій Олександрович похований у Петропавлівському соборі біля саркофагу батька.

## Пам'ять
Микола завжди пам'ятав Георгія і особливо його чудове почуття гумору. Він записував найкращі жарти брата на клаптиках паперу та збирав їх у «скриньку курйозів». І через багато років імператор не раз використовував її, щоби розсмішити близьких. 1910 року молодший брат Георгія Михайло, що став після його смерті спадкоємцем престолу, в пам'ять про брата дав своєму новонародженому синові ім'я Георгій. Георгій Михайлович прожив також недовго і загинув у автокатастрофі у 1931 році.
У честь князя було названо засноване 1885 року німецькими колоністами поселення Георгсфельд на Закавказзі.